# Gran Premio de Gran Bretaña de Motociclismo de 2023
El Gran Premio de Gran Bretaña de Motociclismo de 2023 (oficialmente:  Monster Energy British Grand Prix) fue la novena prueba del Campeonato del Mundo de Motociclismo de 2023. Tuvo lugar en el fin de semana del 4 al 6 de agosto de 2023 en el Circuito de Silverstone, situado entre las localidades de Northamptonshire y Buckinghamshire, Gran Bretaña.
La carrera al sprint de MotoGP fue ganada por Álex Márquez, seguido de Marco Bezzecchi y Maverick Viñales.
La carrera de MotoGP fue ganada por Aleix Espargaró, seguido de Francesco Bagnaia y Brad Binder. Fermín Aldeguer fue el ganador de la prueba de Moto2, por delante de Arón Canet y Pedro Acosta. La carrera de Moto3 fue ganada por David Alonso, Ayumu Sasaki fue segundo y Daniel Holgado tercero.
Esta prueba fue la quinta ronda doble de la Temporada 2023 del Campeonato del Mundo de MotoE. La primera carrera de MotoE fue ganada por Randy Krummenacher, Kevin Manfredi fue segundo y Eric Granado tercero. La segunda carrera fue ganada por Mattia Casadei, seguido de Eric Granado y Nicolas Spinelli.

## Resultados

### Resultados MotoGP

#### Carrera al sprint
| Pos.    | N.º | Piloto                | Equipo                       | Constructor | Vueltas | Tiempo    | Parrilla | Puntos |
| ------- | --- | --------------------- | ---------------------------- | ----------- | ------- | --------- | -------- | ------ |
| 1       | 73  | Álex Márquez          | Gresini Racing MotoGP        | Ducati      | 10      | 21:52.317 | 3        | 12     |
| 2       | 72  | Marco Bezzecchi       | Mooney VR46 Racing Team      | Ducati      | 10      | +0.366    | 1        | 9      |
| 3       | 12  | Maverick Viñales      | Aprilia Racing               | Aprilia     | 10      | +3.374    | 8        | 7      |
| 4       | 5   | Johann Zarco          | Prima Pramac Racing          | Ducati      | 10      | +5.671    | 9        | 6      |
| 5       | 41  | Aleix Espargaró       | Aprilia Racing               | Aprilia     | 10      | +6.068    | 12       | 5      |
| 6       | 89  | Jorge Martín          | Prima Pramac Racing          | Ducati      | 10      | +7.294    | 7        | 4      |
| 7       | 43  | Jack Miller           | Red Bull KTM Factory Racing  | KTM         | 10      | +9.415    | 2        | 3      |
| 8       | 37  | Augusto Fernández     | GasGas Factory Racing Tech3  | KTM         | 10      | +9.850    | 5        | 2      |
| 9       | 33  | Brad Binder           | Red Bull KTM Factory Racing  | KTM         | 10      | +10.435   | 10       | 1      |
| 10      | 88  | Miguel Oliveira       | CryptoDATA RNF MotoGP Team   | Aprilia     | 10      | +11.247   | 16       |        |
| 11      | 10  | Luca Marini           | Mooney VR46 Racing Team      | Ducati      | 10      | +17.365   | 6        |        |
| 12      | 49  | Fabio Di Giannantonio | Gresini Racing MotoGP        | Ducati      | 10      | +20.063   | 18       |        |
| 13      | 23  | Enea Bastianini       | Ducati Lenovo Team           | Ducati      | 10      | +24.352   | 13       |        |
| 14      | 1   | Francesco Bagnaia     | Ducati Lenovo Team           | Ducati      | 10      | +25.527   | 4        |        |
| 15      | 21  | Franco Morbidelli     | Monster Energy Yamaha MotoGP | Yamaha      | 10      | +27.191   | 11       |        |
| 16      | 44  | Pol Espargaró         | GasGas Factory Racing Tech3  | KTM         | 10      | +27.693   | 15       |        |
| 17      | 36  | Joan Mir              | Repsol Honda Team            | Honda       | 10      | +29.062   | 19       |        |
| 18      | 93  | Marc Márquez          | Repsol Honda Team            | Honda       | 10      | +29.326   | 14       |        |
| 19      | 25  | Raúl Fernández        | CryptoDATA RNF MotoGP Team   | Aprilia     | 10      | +29.627   | 20       |        |
| 20      | 30  | Takaaki Nakagami      | LCR Honda IDEMITSU           | Honda       | 10      | +29.909   | 21       |        |
| 21      | 20  | Fabio Quartararo      | Monster Energy Yamaha MotoGP | Yamaha      | 10      | +30.326   | 22       |        |
| 22      | 27  | Iker Lecuona          | LCR Honda Castrol            | Honda       | 10      | +47.674   | 17       |        |
| Fuente: |     |                       |                              |             |         |           |          |        |

#### Carrera larga
| Pos.    | N.º | Piloto                | Equipo                       | Constructor | Vueltas | Tiempo    | Parrilla | Puntos |
| ------- | --- | --------------------- | ---------------------------- | ----------- | ------- | --------- | -------- | ------ |
| 1       | 41  | Aleix Espargaró       | Aprilia Racing               | Aprilia     | 20      | 40:40.367 | 12       | 25     |
| 2       | 1   | Francesco Bagnaia     | Ducati Lenovo Team           | Ducati      | 20      | +0.215    | 4        | 20     |
| 3       | 33  | Brad Binder           | Red Bull KTM Factory Racing  | KTM         | 20      | +0.680    | 10       | 16     |
| 4       | 88  | Miguel Oliveira       | CryptoDATA RNF MotoGP Team   | Aprilia     | 20      | +0.750    | 16       | 13     |
| 5       | 12  | Maverick Viñales      | Aprilia Racing               | Aprilia     | 20      | +2.101    | 8        | 11     |
| 6       | 89  | Jorge Martín          | Prima Pramac Racing          | Ducati      | 20      | +7.903    | 7        | 10     |
| 7       | 10  | Luca Marini           | Mooney VR46 Racing Team      | Ducati      | 20      | +9.099    | 6        | 9      |
| 8       | 43  | Jack Miller           | Red Bull KTM Factory Racing  | KTM         | 20      | +9.298    | 2        | 8      |
| 9       | 5   | Johann Zarco          | Prima Pramac Racing          | Ducati      | 20      | +9.958    | 9        | 7      |
| 10      | 25  | Raúl Fernández        | CryptoDATA RNF MotoGP Team   | Aprilia     | 20      | +19.947   | 20       | 6      |
| 11      | 37  | Augusto Fernández     | GasGas Factory Racing Tech3  | KTM         | 20      | +20.296   | 5        | 5      |
| 12      | 44  | Pol Espargaró         | GasGas Factory Racing Tech3  | KTM         | 20      | +1:06.120 | 15       | 4      |
| 13      | 49  | Fabio Di Giannantonio | Gresini Racing MotoGP        | Ducati      | 20      | +1:27.605 | 18       | 3      |
| 14      | 21  | Franco Morbidelli     | Monster Energy Yamaha MotoGP | Yamaha      | 20      | +1:28.913 | 11       | 2      |
| 15      | 20  | Fabio Quartararo      | Monster Energy Yamaha MotoGP | Yamaha      | 20      | +1:29.075 | 22       | 1      |
| 16      | 30  | Takaaki Nakagami      | LCR Honda IDEMITSU           | Honda       | 20      | +1:38.573 | 21       |        |
| 17      | 27  | Iker Lecuona          | LCR Honda Castrol            | Honda       | 20      | +1:49.674 | 17       |        |
| Ret     | 23  | Enea Bastianini       | Ducati Lenovo Team           | Ducati      | 16      | Caída     | 13       |        |
| Ret     | 93  | Marc Márquez          | Repsol Honda Team            | Honda       | 14      | Colisión  | 14       |        |
| Ret     | 72  | Marco Bezzecchi       | Mooney VR46 Racing Team      | Ducati      | 5       | Caída     | 1        |        |
| Ret     | 73  | Álex Márquez          | Gresini Racing MotoGP        | Ducati      | 5       | Retirado  | 3        |        |
| Ret     | 36  | Joan Mir              | Repsol Honda Team            | Honda       | 2       | Caída     | 19       |        |
| Fuente: |     |                       |                              |             |         |           |          |        |

### Resultados Moto2
| Pos.    | N.º | Piloto                  | Constructor | Vueltas | Tiempo    | Parrilla | Puntos |
| ------- | --- | ----------------------- | ----------- | ------- | --------- | -------- | ------ |
| 1       | 54  | Fermín Aldeguer         | Boscoscuro  | 17      | 35:37.758 | 2        | 25     |
| 2       | 40  | Arón Canet              | Kalex       | 17      | +2.546    | 6        | 20     |
| 3       | 37  | Pedro Acosta            | Kalex       | 17      | +3.883    | 1        | 16     |
| 4       | 16  | Joe Roberts             | Kalex       | 17      | +6.460    | 10       | 13     |
| 5       | 18  | Manuel González         | Kalex       | 17      | +7.162    | 17       | 11     |
| 6       | 7   | Barry Baltus            | Kalex       | 17      | +7.574    | 8        | 10     |
| 7       | 22  | Sam Lowes               | Kalex       | 17      | +7.623    | 9        | 9      |
| 8       | 79  | Ai Ogura                | Kalex       | 17      | +9.138    | 16       | 8      |
| 9       | 35  | Somkiat Chantra         | Kalex       | 17      | +12.280   | 14       | 7      |
| 10      | 14  | Tony Arbolino           | Kalex       | 17      | +13.094   | 4        | 6      |
| 11      | 52  | Jeremy Alcoba           | Kalex       | 17      | +16.571   | 19       | 5      |
| 12      | 13  | Celestino Vietti        | Kalex       | 17      | +16.708   | 12       | 4      |
| 13      | 12  | Filip Salač             | Kalex       | 17      | +16.828   | 11       | 3      |
| 14      | 75  | Albert Arenas           | Kalex       | 17      | +18.835   | 18       | 2      |
| 15      | 15  | Darryn Binder           | Kalex       | 17      | +29.061   | 13       | 1      |
| 16      | 3   | Lukas Tulovic           | Kalex       | 17      | +29.556   | 23       |        |
| 17      | 64  | Bo Bendsneyder          | Kalex       | 17      | +38.437   | 26       |        |
| 18      | 17  | Álex Escrig             | Forward     | 17      | +40.838   | 28       |        |
| 19      | 24  | Marcos Ramírez          | Forward     | 17      | +42.853   | 25       |        |
| 20      | 84  | Zonta van den Goorbergh | Kalex       | 17      | +45.139   | 3        |        |
| 21      | 28  | Izan Guevara            | Kalex       | 17      | +1:05.750 | 20       |        |
| 22      | 5   | Kohta Nozane            | Kalex       | 17      | +1:10.688 | 27       |        |
| Ret     | 21  | Alonso López            | Boscoscuro  | 7       | Caída     | 5        |        |
| Ret     | 11  | Sergio García           | Kalex       | 3       | Caída     | 7        |        |
| Ret     | 96  | Jake Dixon              | Kalex       | 0       | Caída     | 15       |        |
| Ret     | 33  | Rory Skinner            | Kalex       | 0       | Colisión  | 21       |        |
| Ret     | 23  | Taiga Hada              | Kalex       | 0       | Colisión  | 22       |        |
| Ret     | 72  | Borja Gómez             | Kalex       | 0       | Colisión  | 24       |        |
| Ret     | 71  | Dennis Foggia           | Kalex       | 0       | Colisión  | 29       |        |
| Fuente: |     |                         |             |         |           |          |        |

### Resultados Moto3
| Pos.    | N.º | Piloto             | Constructor | Vueltas | Tiempo    | Parrilla | Puntos |
| ------- | --- | ------------------ | ----------- | ------- | --------- | -------- | ------ |
| 1       | 80  | David Alonso       | Gas Gas     | 15      | 33:35.396 | 28       | 25     |
| 2       | 71  | Ayumu Sasaki       | Husqvarna   | 15      | +0.152    | 7        | 20     |
| 3       | 96  | Daniel Holgado     | KTM         | 15      | +0.203    | 3        | 16     |
| 4       | 48  | Iván Ortolá        | KTM         | 15      | +0.337    | 8        | 13     |
| 5       | 44  | David Muñoz        | KTM         | 15      | +0.471    | 27       | 11     |
| 6       | 38  | David Salvador     | KTM         | 15      | +0.839    | 21       | 10     |
| 7       | 10  | Diogo Moreira      | KTM         | 15      | +0.767    | 17       | 9      |
| 8       | 99  | José Antonio Rueda | KTM         | 15      | +0.892    | 16       | 8      |
| 9       | 95  | Collin Veijer      | Husqvarna   | 15      | +0.941    | 23       | 7      |
| 10      | 55  | Romano Fenati      | Honda       | 15      | +0.977    | 14       | 6      |
| 11      | 53  | Deniz Öncü         | KTM         | 15      | +1.140    | 9        | 5      |
| 12      | 82  | Stefano Nepa       | KTM         | 15      | +1.227    | 11       | 4      |
| 13      | 54  | Riccardo Rossi     | Honda       | 15      | +1.331    | 4        | 3      |
| 14      | 27  | Kaito Toba         | Honda       | 15      | +1.386    | 13       | 2      |
| 15      | 6   | Ryusei Yamanaka    | Gas Gas     | 15      | +1.572    | 19       | 1      |
| 16      | 66  | Joel Kelso         | CFMoto      | 15      | +2.270    | 5        |        |
| 17      | 19  | Scott Ogden        | Honda       | 15      | +1.902    | 2        |        |
| 18      | 5   | Jaume Masiá        | Honda       | 15      | +11.314   | 1        |        |
| 19      | 7   | Filippo Farioli    | KTM         | 15      | +14.167   | 12       |        |
| 20      | 72  | Taiyo Furusato     | Honda       | 15      | +14.274   | 18       |        |
| 21      | 43  | Xavier Artigas     | CFMoto      | 15      | +17.646   | 6        |        |
| 22      | 64  | Mario Aji          | Honda       | 15      | +17.825   | 20       |        |
| 23      | 22  | Ana Carrasco       | KTM         | 15      | +17.986   | 26       |        |
| 24      | 20  | Lorenzo Fellon     | KTM         | 15      | +20.763   | 25       |        |
| 25      | 70  | Joshua Whatley     | Honda       | 15      | +28.774   | 24       |        |
| Ret     | 63  | Syarifuddin Azman  | KTM         | 13      | Retirado  | 22       |        |
| Ret     | 24  | Tatsuki Suzuki     | Honda       | 12      | Caída     | 10       |        |
| Ret     | 18  | Matteo Bertelle    | Honda       | 11      | Caída     | 15       |        |
| 1. 2.   |     |                    |             |         |           |          |        |
| Fuente: |     |                    |             |         |           |          |        |

### Resultados MotoE

#### Carrera 1
La crarrera inicialmente prevista a seis vueltas, se acorto a cinco vueltas.
| Pos.    | N.º | Piloto             | vueltas | Tiempo    | Parrilla | Puntos |
| ------- | --- | ------------------ | ------- | --------- | -------- | ------ |
| 1       | 3   | Randy Krummenacher | 5       | 12:17.994 | 6        | 25     |
| 2       | 34  | Kevin Manfredi     | 5       | +0.142    | 4        | 20     |
| 3       | 51  | Eric Granado       | 5       | +1.089    | 1        | 16     |
| 4       | 4   | Héctor Garzó       | 5       | +1.376    | 3        | 13     |
| 5       | 81  | Jordi Torres       | 5       | +1.639    | 9        | 11     |
| 6       | 40  | Mattia Casadei     | 5       | +2.586    | 2        | 10     |
| 7       | 77  | Miquel Pons        | 5       | +9.574    | 15       | 9      |
| 8       | 11  | Matteo Ferrari     | 5       | +13.254   | 8        | 8      |
| 9       | 8   | Mika Pérez         | 5       | +13.706   | 17       | 7      |
| 10      | 9   | Andrea Mantovani   | 5       | +13.961   | 10       | 6      |
| 11      | 53  | Tito Rabat         | 5       | +15.682   | 12       | 5      |
| 12      | 78  | Hikari Okubo       | 5       | +17.361   | 16       | 4      |
| 13      | 21  | Kevin Zannoni      | 5       | +16.466   | 5        | 3      |
| 14      | 72  | Alessio Finello    | 5       | +32.174   | 13       | 2      |
| 15      | 6   | María Herrera      | 5       | +1:03.235 | 18       | 1      |
| Ret     | 29  | Nicolas Spinelli   | 4       | Caída     | 7        |        |
| Ret     | 23  | Luca Salvadori     | 4       | Caída     | 14       |        |
| Ret     | 61  | Alessandro Zaccone | 2       | Caída     | 11       |        |
| 1.      |     |                    |         |           |          |        |
| Fuente: |     |                    |         |           |          |        |

#### Carrera 2
| Pos.    | N.º | Piloto             | vueltas | Tiempo    | Parrilla | Puntos |
| ------- | --- | ------------------ | ------- | --------- | -------- | ------ |
| 1       | 40  | Mattia Casadei     | 6       | 14:07.906 | 2        | 25     |
| 2       | 51  | Eric Granado       | 6       | +1.108    | 1        | 20     |
| 3       | 29  | Nicolas Spinelli   | 6       | +6.776    | 7        | 16     |
| 4       | 81  | Jordi Torres       | 6       | +6.909    | 9        | 13     |
| 5       | 4   | Héctor Garzó       | 6       | +7.724    | 3        | 11     |
| 6       | 9   | Andrea Mantovani   | 6       | +9.115    | 10       | 10     |
| 7       | 11  | Matteo Ferrari     | 6       | +10.359   | 8        | 9      |
| 8       | 78  | Hikari Okubo       | 6       | +19.483   | 16       | 8      |
| 9       | 34  | Kevin Manfredi     | 6       | +19.776   | 4        | 7      |
| 10      | 8   | Mika Pérez         | 6       | +19.846   | 17       | 6      |
| 11      | 23  | Luca Salvadori     | 6       | +21.056   | 14       | 5      |
| 12      | 72  | Alessio Finello    | 6       | +1:05.854 | 13       | 4      |
| 13      | 6   | María Herrera      | 6       | +1:06.501 | 18       | 3      |
| Ret     | 21  | Kevin Zannoni      | 0       | Caída     | 5        |        |
| Ret     | 3   | Randy Krummenacher | 0       | Caída     | 6        |        |
| Ret     | 61  | Alessandro Zaccone | 0       | Caída     | 11       |        |
| Ret     | 53  | Tito Rabat         | 0       | Caída     | 12       |        |
| Ret     | 77  | Miquel Pons        | 0       | Caída     | 15       |        |
| 1.      |     |                    |         |           |          |        |
| Fuente: |     |                    |         |           |          |        |